# Geelsnavelossenpikker
De geelsnavelossenpikker  (Buphagus africanus) is een oscine zangvogel uit de familie Buphagidae (ossenpikkers). Het is een vogel die leeft in de savannegebieden van Afrika ten zuiden van de Sahara.

## Kenmerken
De geelsnavelossenpikker is ongeveer 20 cm groot, hij is gemiddeld iets groter dan de roodsnavelossenpikker en heeft een felrode iris en geen ring om het oog. De snavel van de geelsnavelossenpikker is aan de basis geel met een rode punt en wat zwaarder dan die van de roodsnavelossenpikker.

## Leefwijze
De geelsnavelossenpikker lijkt een beetje op een spreeuw. De vogel heeft de gewoonte om op grote zoogdieren (zowel wilde grote dieren als neushoorns en gnoes als landbouwhuisdieren als runderen) neer te strijken en daar teken, horzellarven en andere parasieten op te pikken.

## Verspreiding en leefgebied
De geelsnavelossenpikker komt overwegend in West-Afrika voor, maar ook heel versnipperd in delen van Oost-Afrika. Er zijn daardoor gebieden waar beide soorten naast elkaar voorkomen en zelfs in elkaars gezelschap worden gezien.
De soort telt twee ondersoorten:
- Buphagus africanus africanus: van Mauritanië en Senegal tot noordwestelijk Ethiopië, zuidelijk naar noordoostelijk Zuid-Afrika.
- Buphagus africanus langi: Gabon, Congo-Brazzaville, Congo-Kinshasa en westelijk Angola.

## Status
De geelsnavelossenpikker heeft een ruim verspreidingsgebied en daardoor is de kans op de status  kwetsbaar (voor uitsterven) uiterst gering. De grootte van de populatie is niet gekwantificeerd, maar gaat in aantal achteruit, maar niet in de beschermde natuurreservaten. Om deze redenen staat deze ossenpikker als niet bedreigd op de Rode Lijst van de IUCN.

## Symbiose
De relatie tussen ossenpikkers en grote zoogdieren werd lange tijd beschouwd als een mooi voorbeeld van mutualisme. Het zoogdier had baat bij het verwijderen van parasieten en de vogel had een eiwitrijk dieet. Uit nader onderzoek aan het gedrag van de roodsnavelossenpikkers blijkt dat deze zich ook als parasieten gedragen en wonden bij de zoogdieren opzettelijk vergroten om er bloed uit te drinken en dat zij weliswaar teken verwijderen, maar wel de dieren die al volgezogen met bloed zijn, zodat er weinig preventieve werking van uit gaat.